# Elytroderma deformans
Elytroderma deformans är en svampart som först beskrevs av Weir, och fick sitt nu gällande namn av Darker 1932. Elytroderma deformans ingår i släktet Elytroderma och familjen Rhytismataceae.   Inga underarter finns listade i Catalogue of Life.